# Asso di Picche Comics
Asso di Picche Comics fue una revista de cómic italiana lanzada por la editorial Ivaldi en 1967.
Como Sargento Kirk, llevaba el título de una serie homónima de Hugo Pratt. Presentó al público italiano la obra de autores argentinos como Héctor Oesterheld, Alberto Múñoz, Arturo Pérez del Castillo y Alberto Breccia.

## Valoración
Estas revistas, aparte su calidad intrínseca de impresión, cumplieron una importante labor de recuperación de historietas que el público italiano no conocía.